# Los Angeles Football Club 2024
Questa voce raccoglie le informazioni riguardanti il Los Angeles FC nelle competizioni ufficiali della stagione 2024.

## Stagione
Quella del 2024 è la settima stagione in Major League Soccer del Los Angeles Football Club. Nella passata stagione, il club losangelino è rimasto ai vertici del calcio nordamericano raggiungendo tre diverse finali e perdendole tutte: MLS Cup, Champions League e Campeones Cup. Al termine della stagione diversi calciatori hanno lasciato il club tra cui Diego Palacios, trasferitosi al Corinthians, e Giorgio Chiellini; quest'ultimo, ritiratosi dal calcio giocato, è rimasto all'interno del club venendo nominato allenatore per lo sviluppo dei calciatori.
Dopo avere sconfitto in successione il Las Vegas Lights, il Loudoun Utd, il New Mexico Utd e il Seattle Sounders in semifinale, il 25 settembre ha disputato la prima finale di U.S. Open Cup in cui ha prevalso per 3-1 sullo Sporting K.C. grazie alle reti di Giroud, Campos e Kamara.

## Calciomercato

### Sessione invernale
| Acquisti | Acquisti       | Acquisti          | Acquisti   |
| R.       | Nome           | da                | Modalità   |
| -------- | -------------- | ----------------- | ---------- |
| P        | Hugo Lloris    | Tottenham         | definitivo |
| D        | Omar Campos    | Santos Laguna     | definitivo |
| C        | David Martínez | Monagas           | definitivo |
| C        | Eduard Atuesta | Palmeiras         | prestito   |
| A        | Tomás Ángel    | Atlético Nacional | definitivo |

| Cessioni | Cessioni          | Cessioni         | Cessioni      |
| R.       | Nome              | a                | Modalità      |
| -------- | ----------------- | ---------------- | ------------- |
| P        | Maxime Crépeau    | Portland Timbers | definitivo    |
| P        | Eldin Jakupović   |                  | svincolato    |
| P        | John McCarthy     | LA Galaxy        | definitivo    |
| D        | Diego Palacios    | Corinthians      | definitivo    |
| D        | David Gaines      | Nashville        | definitivo    |
| D        | Giorgio Chiellini |                  | ritiro        |
| D        | Mamadou Fall      | Barcellona B     | prestito      |
| D        | Tony Leone        |                  | svincolato    |
| C        | Daniel Crisostomo |                  | svincolato    |
| C        | Filip Krăstev     | PEC Zwolle       | fine prestito |
| A        | Kellyn Acosta     |                  | svincolato    |
| A        | Carlos Vela       |                  | svincolato    |
| A        | Mario González    | Sporting Gijón   | prestito      |
| A        | Stipe Biuk        | Real Valladolid  | prestito      |

### A stagione in corso
| Acquisti | Acquisti       | Acquisti          | Acquisti   |
| R.       | Nome           | da                | Modalità   |
| -------- | -------------- | ----------------- | ---------- |
| P        | Thomas Hasal   |                   | definitivo |
| D        | Marlon         |                   | definitivo |
| D        | Maxime Chanot  | Ajaccio           | definitivo |
| C        | Lewis O'Brien  | Nottingham Forest | definitivo |
| A        | Kei Kamara     |                   | definitivo |
| A        | Olivier Giroud | Milan             | definitivo |

| Cessioni | Cessioni          | Cessioni      | Cessioni   |
| R.       | Nome              | a             | Modalità   |
| -------- | ----------------- | ------------- | ---------- |
| P        | Abraham Romero    | Columbus Crew | Trade      |
| C        | Francisco Ginella |               | Svincolato |

## Organigramma societario
Di seguito l'organigramma societario.
Area direttiva
- Proprietario: Larry Berg
- Direttore generale e co-presidente: John Thorrington
- Capo delle operazioni commerciali e co-presidente: Larry Freedman
- Vicepresidente esecutivo: Henry Nguyen
- Direttore e proprietario: Ruben Gnanalingam
- Direttore e proprietario: Mitch Lasky
- Direttore sportivo: Harald Gärtner[4]

Area tecnica
- Allenatore: Steve Cherundolo
- Allenatore in seconda: Ante Razov
- Allenatore in seconda: Marc Dos Santos
- Collaboratore tecnico: Giorgio Chiellini
- Preparatore dei portieri: Oka Nikolov
- Preparatore atletico: Gavin Benjafiled

## Organico

### Rosa 2024
Aggiornata al 1 settembre 2024.
| N. |                        | Ruolo | Calciatore       |
| -- | ---------------------- | ----- | ---------------- |
| 1  | Francia (bandiera)     | P     | Hugo Lloris      |
| 2  | Messico (bandiera)     | D     | Omar Campos      |
| 3  | Colombia (bandiera)    | D     | Jesús Murillo    |
| 4  | Colombia (bandiera)    | A     | Eddie Segura     |
| 5  | Brasile (bandiera)     | D     | Marlon           |
| 6  | Spagna (bandiera)      | C     | Ilie Sánchez     |
| 8  | Inghilterra (bandiera) | C     | Lewis O'Brien    |
| 9  | Francia (bandiera)     | A     | Olivier Giroud   |
| 11 | Germania (bandiera)    | C     | Timothy Tillman  |
| 12 | Canada (bandiera)      | P     | Thomas Hasal     |
| 13 | Uruguay (bandiera)     | A     | Cristian Olivera |
| 14 | Spagna (bandiera)      | D     | Sergi Palencia   |
| 18 | Stati Uniti (bandiera) | D     | Erik Dueñas      |
| 19 | Polonia (bandiera)     | C     | Mateusz Bogusz   |

| N. |                         | Ruolo | Calciatore        |
| -- | ----------------------- | ----- | ----------------- |
| 20 | Colombia (bandiera)     | C     | Eduard Atuesta    |
| 21 | Colombia (bandiera)     | A     | Tomás Ángel       |
| 22 | Messico (bandiera)      | P     | Abraham Romero    |
| 23 | Sierra Leone (bandiera) | A     | Kei Kamara        |
| 24 | Stati Uniti (bandiera)  | D     | Ryan Hollingshead |
| 25 | Lussemburgo (bandiera)  | D     | Maxime Chanot     |
| 27 | El Salvador (bandiera)  | D     | Nathan Ordaz      |
| 30 | Venezuela (bandiera)    | C     | David Martínez    |
| 33 | Stati Uniti (bandiera)  | D     | Aaron Long        |
| 36 | Stati Uniti (bandiera)  | C     | Tommy Musto       |
| 91 | Germania (bandiera)     | A     | Luis Müller       |
| 99 | Gabon (bandiera)        | C     | Denis Bouanga     |
|    | Uruguay (bandiera)      | C     | Francisco Ginella |